# فينيسيوس سانتوس سيلفا
فينيسيوس سانتوس سيلفا (بالبرتغالية: Vinícius Santos Silva) هو لاعب كرة قدم برازيلي في مركز الهجوم، ولد في 3 أغسطس 1993 في ساو باولو في البرازيل. لعب مع نادي بالميراس ونادي سيارا ونادي فيتوريا ونادي كوريتيبا.

## وصلات خارجية
- فينيسيوس سانتوس سيلفا على موقع اتحاد تركيا (لاعب) (الإنجليزية)
- فينيسيوس سانتوس سيلفا على موقع قاعدة بيانات كرة القدم.إي يو (الإنجليزية)
- فينيسيوس سانتوس سيلفا على موقع Soccerway.com (الإنجليزية)
- فينيسيوس سانتوس سيلفا على موقع عالم كرة القدم.نت (الإنجليزية)